# India Catalina
India Catalina (1495 circa – 1529 circa) fu una donna indigena (quasi sicuramente Calamari) originaria della costa atlantica che accompagnò Pedro de Heredia giocando un ruolo fondamentale nella conquista spagnola della Colombia, agendo come interprete ed intermediario.
Nell'attuale Colombia, India Catalina resta un'icona dello sterminio degli abitanti precolombiani. La sua vita contiene molti paralleli con quella della messicana La Malinche.

## Biografia
Catalina fu adottata nel 1509 dal conquistador spagnolo Diego de Nicuesa in un insediamento indigeno noto come Zamba o Galerazamba, dove era la figlia del capo locale. Fu mandata a Santo Domingo, dove imparò la lingua spagnola e si convertì al Cattolicesimo. Come chiestole da Pedro de Heredia, funse da interprete con i nativi americani, ed in seguito sposò Alonso Montañez, il nipote di Pedro de Heredia.
La storia della conquista spagnola di Cartagena terminò con il completo annichilimento del popolo Calamari.
Il nome di Catalina Indiana apparve in una lettera spedita da Pedro de Heredia a re Carlo V nel 1533. Nessuno era in grado di dire il suo vero nome, dato che si iniziò a chiamarla 'Catalina' dal 1509, quando Diego de Nicuesa la rapì per portarla a Santo Domingo. Da quel momento avrebbe indossato solo abiti spagnoli, anche se veniva ancora considerata una schiava.
Quando tornarono a Cartagena venti anni dopo, lei non era più la stessa. Fu una delle prime persone ad allacciare contatti con i Corinche dopo il suo arrivo con Heredia, il 14 gennaio del 1533.

## Monumento

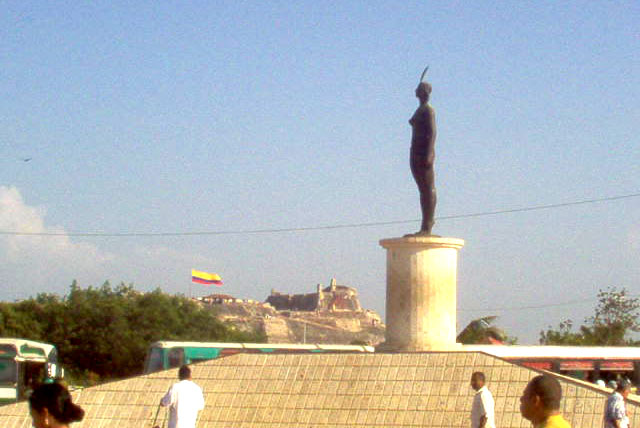
Il monumento si trova nel centro storico di Cartagena. Sullo sfondo si vede il castello di San Felipe

Il monumento dedicato ad India Catalina fu scolpito da Eladio Gil Zambrana e presentato al pubblico nel 1974. Piccole repliche in scala vengono consegnate come premio durante il Cartagena Film Festival.